# Asyneuma argutum
Asyneuma argutum är en klockväxtart som först beskrevs av Eduard August von Regel, och fick sitt nu gällande namn av Joseph Friedrich Nicolaus Bornmüller. Asyneuma argutum ingår i släktet Asyneuma och familjen klockväxter.

## Underarter
Arten delas in i följande underarter:
- A. a. argutum
- A. a. baldshuanicum
- A. a. pavlovii